# Neobisium usudi
Neobisium usudi är en spindeldjursart som beskrevs av Bozidar P.M. Curcic 1988. Neobisium usudi ingår i släktet Neobisium och familjen helplåtklokrypare. Inga underarter finns listade i Catalogue of Life.